# تویوتا کراون مجستا

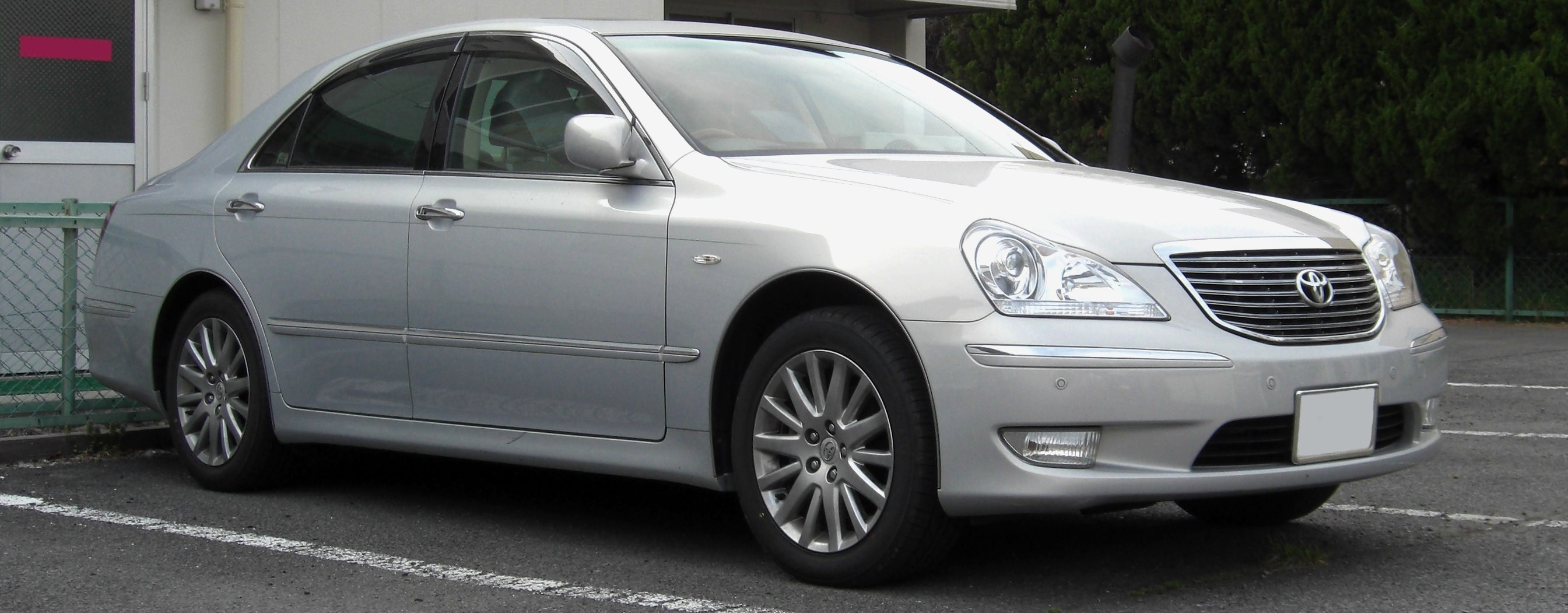

تویوتا کراون مجستا (Toyota Crown Majesta) خودرویی است که در سال‌های ۱۹۹۱ تا کنون تولید شده‌است.